# Liste der Träger des Kärntner Landesordens
In dieser Liste sind Träger des Kärntner Landesordens angeführt. Die Kurzbemerkung nach dem Namen soll den Grund beziehungsweise die Funktion der Person am beziehungsweise vor dem Verleihungstag ersichtlich machen.
Die Einträge sind, falls bekannt, nach dem Verleihungsjahr oder der Veröffentlichung sortiert, innerhalb des Jahres alphabetisch. Die Jahresangaben haben aber aufgrund der verschiedenen Quellangaben eine Unschärfe, da die Zeit vom Antrag über die Verleihung bis zur Bekanntmachung mehrere Monate betragen kann.
Die Liste ist noch keineswegs vollständig.

## Kärntner Landesorden in Gold
- Landeshauptmann von Kärnten[1]
- Erster Präsident des Kärntner Landtags[2]
- Leopold Wagner, Politiker
- Peter Ambrozy, Politiker
- Anton Benya (1982), Politiker
- Rudolf Sallinger (1984), Politiker
- Stefan Knafl (1986), Politiker
- Hans Schumi (1987), Politiker
- Hans Sima (1990), Politiker
- Udo Jürgens (1991), Komponist und Sänger
- Silvius Magnago (1994), Politiker
- Egon Kapellari (2001), Bischof
- Renzo Tondo (2003), Politiker
- Franz Klammer (2003), Skirennläufer
- Herbert Haupt (2005), Politiker
- Hubert Gorbach (2006), Politiker
- Martin Bartenstein (2006), Politiker
- Josef Lobnig (2008), Politiker
- Alois Mock, Politiker
- Harald Scheucher (2009), Politiker
- Giancarlo Galan (2010), italienischer Landwirtschaftsminister
- Josef Ostermayer (2011), Staatssekretär
- Luis Durnwalder (2011), Politiker
- Alois Schwarz (2012), Bischof
- Tenzin Gyatso (2012), 14. Dalai Lama
- Luca Zaia (2013), Präsident der Region Venetien
- Heinz Fischer (2016), Bundespräsident a. D.
- Walter Blachfellner (2017), Landesrat
- Peter Handke (2018), Schriftsteller
- Matthias Mayer (2018), Skirennläufer
- Heidi Horten (2019), Mäzenatin[3]
- Hans Jörg Schelling (2020), Politiker[4]
- Anna Gasser (2022), Snowboarderin[5][6]

## Kärntner Landesorden in Silber
- Franz Klammer (1982), Skirennläufer
- Hans Pawlik (1985), Politiker
- Pater Gustav Bergmans (1999), Touristenseelsorger
- Franco Andolfo (2002), Entertainer
- Hermann Hirsch (2002), Industrieller
- Gerhard Weis (2002), ORF-General
- Veit Schalle (2004), Vorstandsvorsitzender der BML Holding AG
- Herbert Wochinz (2005), Theaterregisseur und -intendant
- Josef Platzer (2006), Magistratsdirektor
- Reinhard Sladko (2007), Landesamtsdirektor
- Nikolaus Lanner (2007), Politiker
- Gerd Penker (2008), Chef der Abteilung Landwirtschaft der Kärntner Landesregierung
- Dietfried Haller (2009), Politiker
- Hans Ferlitsch (2009), 2. Landtagspräsident
- Nikolaus Fheodoroff (2010), Obmann des Vereins Carinthischer Sommer
- Franz Fiedler (2011), Präsident des Rechnungshofes
- Manfred Sauer (2013), Superintendent
- Markus Salcher (2014), Skirennläufer
- Heidi Horten (2014), Mäzenatin
- Wolfgang Waldner (2014), Landesrat
- Helmut Manzenreiter (2015), Bürgermeister von Villach
- Dieter Kalt (2016), Eishockeyspieler und -funktionär
- Michael Ausserwinkler (2017), Politiker
- Walter Kraxner (2017), Komponist und Pädagoge
- Anna Gasser (2018), Snowboarderin
- Georg Wurmitzer (2018), Politiker
- Rudolf Schober (2018), Politiker
- Rolf Holub (2021), Landesrat
- Christian Benger (2024), Landesrat

ohne Jahresangabe
- Jože Jeraj, slowenischer Generalkonsul
- Walter Lackner, Behindertensportler
- Leopold Maderthaner, Politiker
- Jakob Mörtl, Bürgermeister von Villach
- Thomas Morgenstern, Skispringer
- Herbert Paschinger, Universitätsprofessor, Geograph
- Joachim Rathke, Superintendent